# Szobab
Szobab – postać wzmiankowana w Starym Testamencie, drugi syn Dawida i Batszeby urodzony w Jerozolimie.
W krytyce tekstu biblijnego kolejność (drugi syn Batszeby, a ósmy Dawida), w której Szobab miał się urodzić, podawana jest w wątpliwość, i wskazuje się możliwość, że wraz z innymi dziećmi Batszeby (oprócz Salomona) zmarł on w dzieciństwie.